# Середній Бабин
Середній Ба́бин — село Калуського району Івано-Франківської області. Входить до складу Калуської міської громади.

## Історія
Засноване у давні часи, але перші знайдені писемні згадки відносяться до XV століття. Зокрема, згадується 20 жовтня 1466 року в книгах галицького суду. Також — у люстрації 1469 року: Бабин і Підгірки зобов'язуються постійно утримувати за тевтонським правом 6 арбалетників або лучників. Селяни Бабина брали участь у повстанні 1648 року.
Зі складу села з часом виокремилися присілки Слобідка, Кудлатівка і Бабин-Зарічний, через що серединна частина села дістала нинішню назву (сьогодні перші два села злилися з Середнім Бабином суцільною забудовою). За Австрії селом володіли Беньковські, потому вдова каштеляна Беньковського заповіла маєток своєму родичу графу Голеєвському, який у 1852 році продав Віктору Розвадовському. Розвадовські мали фільварок на східній околиці села (донині не зберігся) і володіли навколишніми землями аж до 1939 року.
За переписом 1900 року гміна (самоврядна громада) Бабин складалася з трьох сіл: 1) Бабин над Лімницею — 58 будинків і 366 жителів, 2) Бабин Зарічний — 83 і 516, 3) Кудлатівка — 66 і 437), які займали 678 га, у громаді було 207 будинків, проживало 1319 осіб (41 римокатолик, 1240 грекокатоликів і 38 юдеїв; 1297 українців і 22 поляки), були 131 кінь, 493 голови великої рогатої худоби, 6 овець і 274 свині. А на землях фільварку Бабин площею 1018 га були 12 будинків і проживало 90 мешканців (Бабин над Лімницею — 9 будинків і 68 мешканців, Бабин Зарічний — 2 і 17, Кудлатівка — 1 і 5), за конфесіями: 27 римокатоликів, 26 грекокатоликів, 35 юдеїв і 2 інших; етнічно: 37 українців і 53 поляки), було 26 коней, 122 голови великої рогатої худоби і 11 свиней. Загалом було 1696 га угідь (з них 1565 га оподатковуваних: 717 га ріллі, 122 га лук, 62 га садів, 252 га пасовищ і 412 га лісу).
Австрійська армія конфіскувала в серпні 1916 р. в бабинській церкві 4 давні дзвони діаметром 595, 47, 37, 32 см, вагою 102, 47, 27, 12 кг, виготовлені у 1788, 1788, 1853, 1797 рр.
У міжвоєнний період в селі побудовані стави площею 187 га, більшість із них експлуатуються й досі.
У 1939 році в селі проживало 960 мешканців (905 українців-грекокатоликів, 30 українців-римокатоликів, 20 поляків і 5 євреїв). Село належало до ґміни Войнилів Калуського повіту Станиславівського воєводства.
Після анексії СРСР Західної України в 1939 році село включене до Войнилівського району.
Міст через Лімницю в селі в 1944 році став єдиним уцілілим в околиці і через нього пройшли майже всі війська фронту. Але радянська влада занедбала міст і в 1950-х роках його вже не було.
25 січня 1945 року в Бабині Середньому спецгрупою МДБ був захоплений організатор і командир УНС і УПА в Галичині Луцький Олександр Андрійович.
У селі був утворений колгосп імені Кірова. Указом Президії Верховної Ради УРСР 21 лютого 1950 року село передане до Калуського району.

## Населення

### Мова
Розподіл населення за рідною мовою за даними перепису 2001 року:
| Мова       | Кількість | Відсоток |
| ---------- | --------- | -------- |
| українська | 531       | 99.81%   |
| російська  | 1         | 0.19%    |
| Усього     | 532       | 100%     |

## Соціальна сфера
- Дерев'яна церква Покрови Пресвятої Богородиці (храмове свято 14 жовтня) збудована 1832 року, пам'ятка архітектури місцевого значення № 782[11].[12]
- Мурована церква Покрови Пресвятої Богородиці, освячена 14 жовтня 2016 р.[13]
- Школа на 25 учнівських місць.[14]
- Народний дім (збудований у 1989—2011 роках замість попереднього з 1936 року)[15].
- Вуличне освітлення встановлено в 2017 р.[16]
- На теренах села знаходиться 14 рибних ставків. Рибне господарство започатковане тут у 1925—1928 роках, а поширено в 1974 році (площа водного дзеркала 159 гектарів).

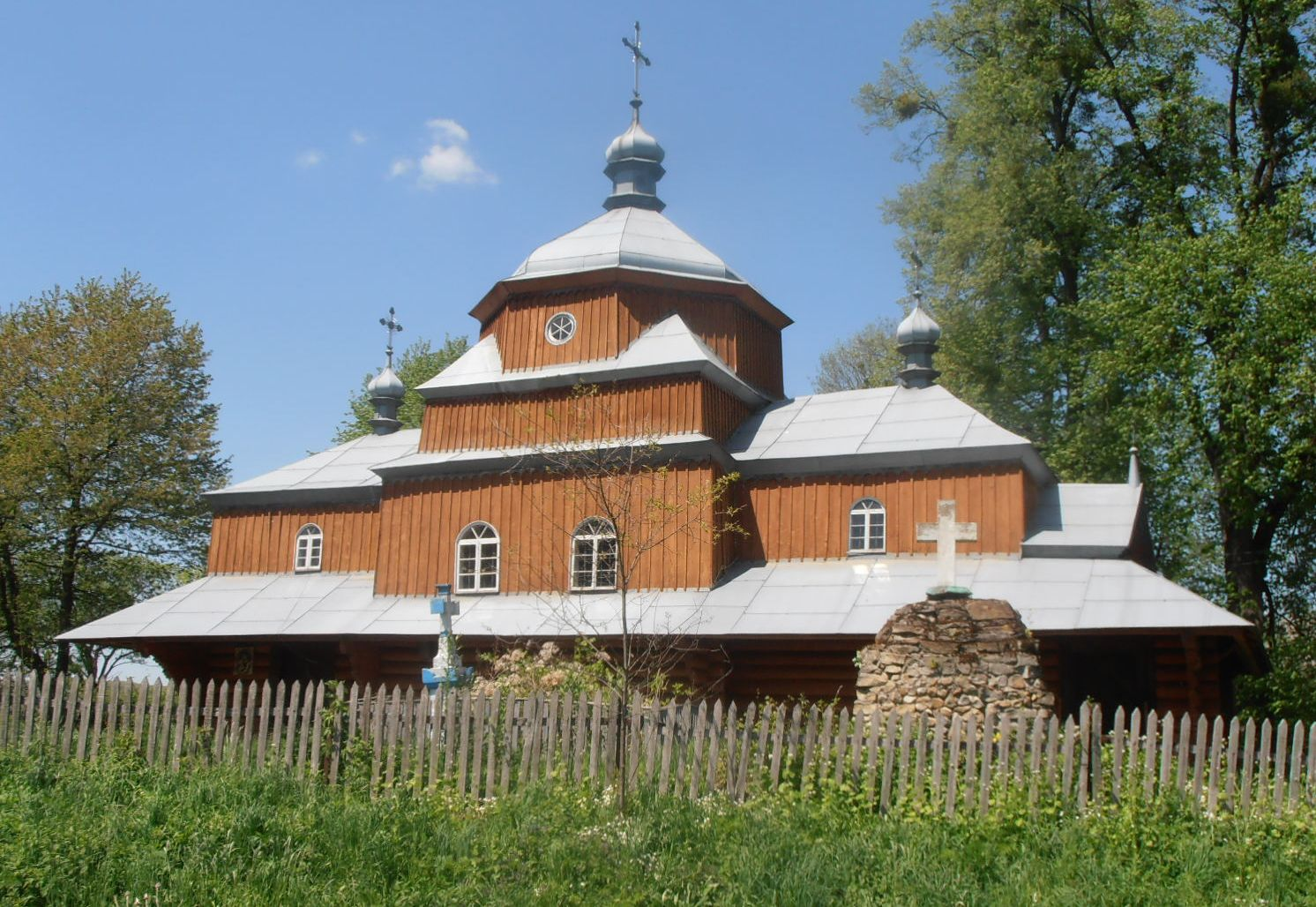
Церква Покрову Пресвятої Богородиці
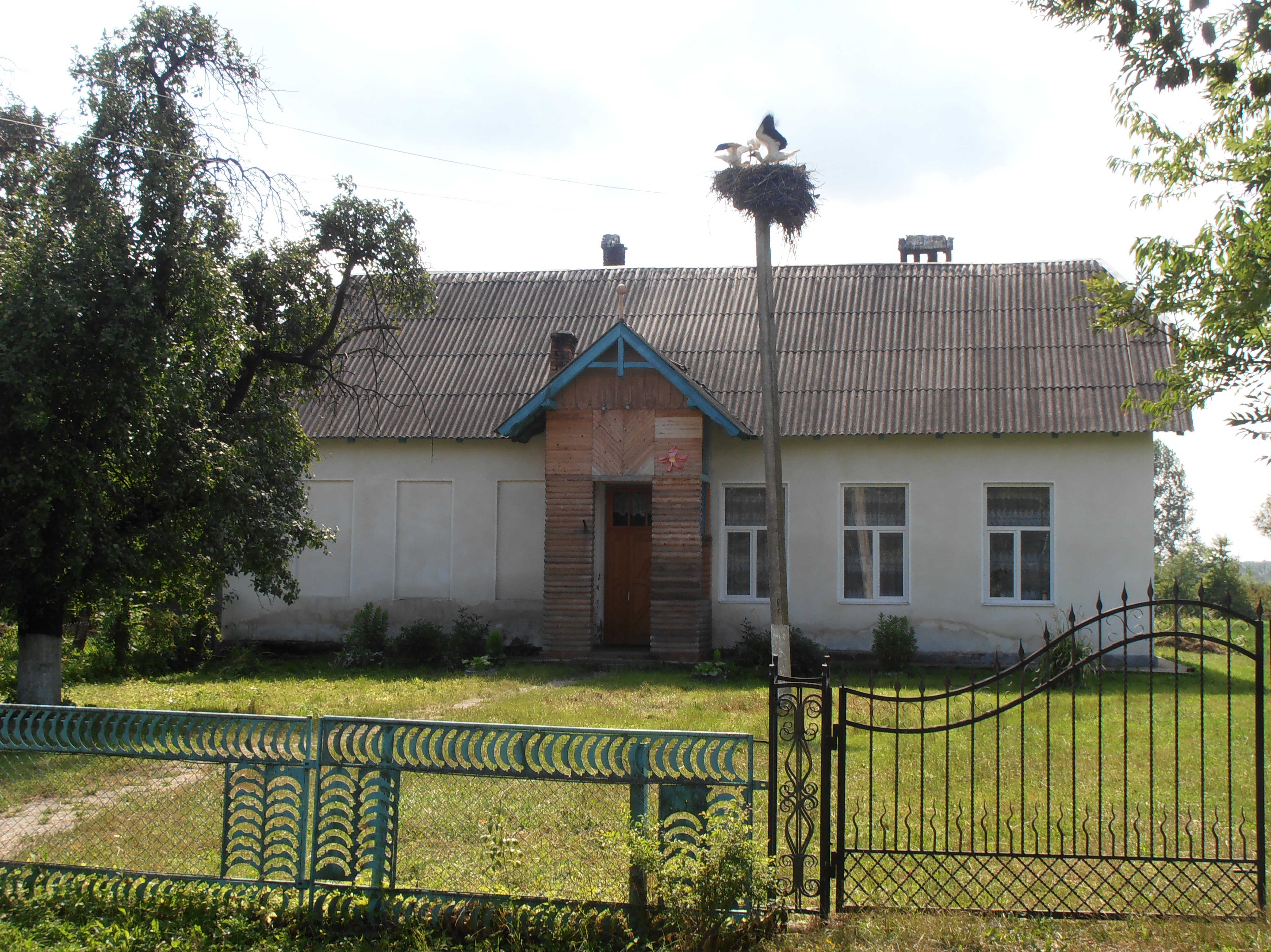
Школа
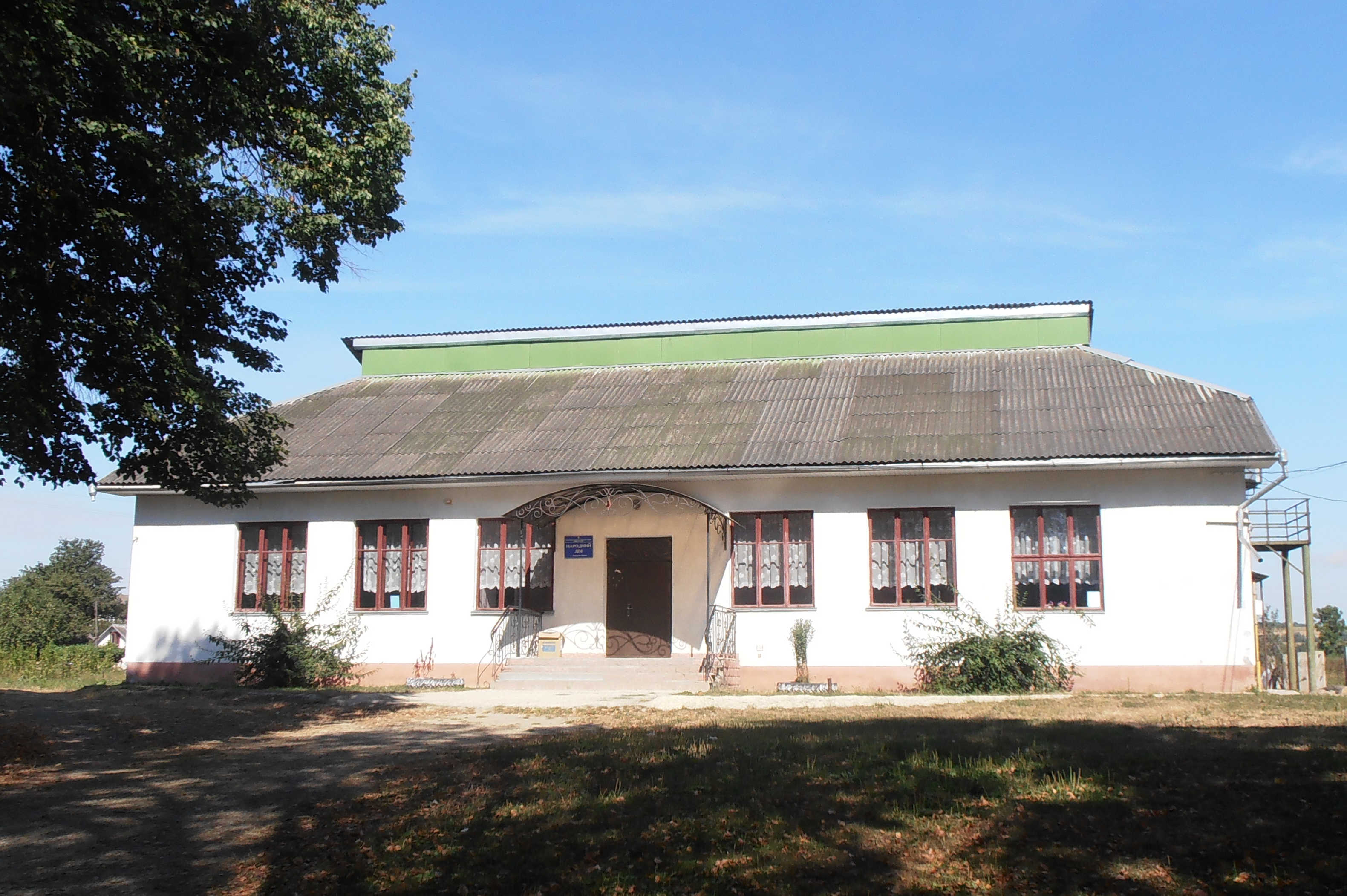
Народний дім
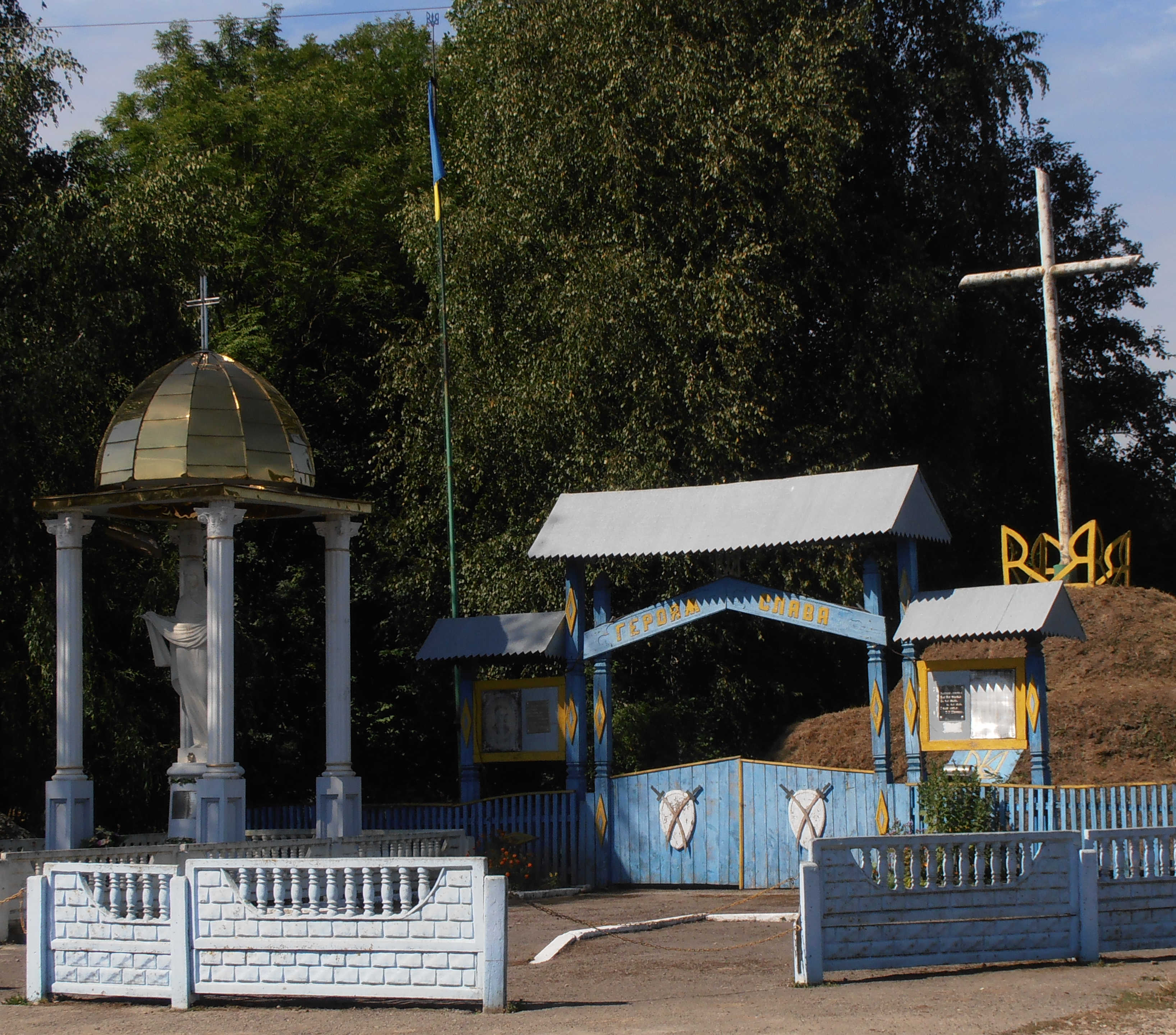
Могила героям
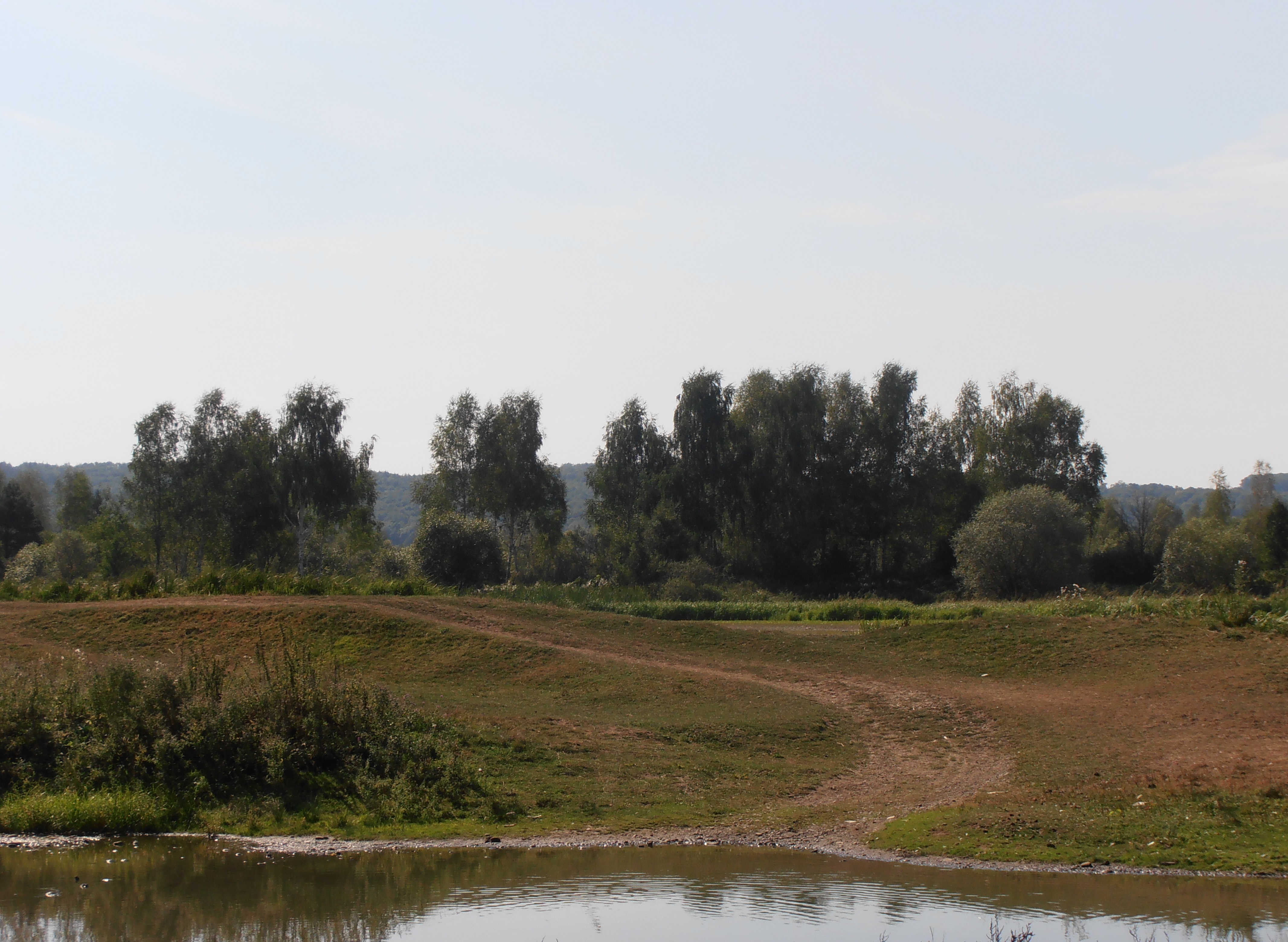
Дворище (місце колишнього фільварку)
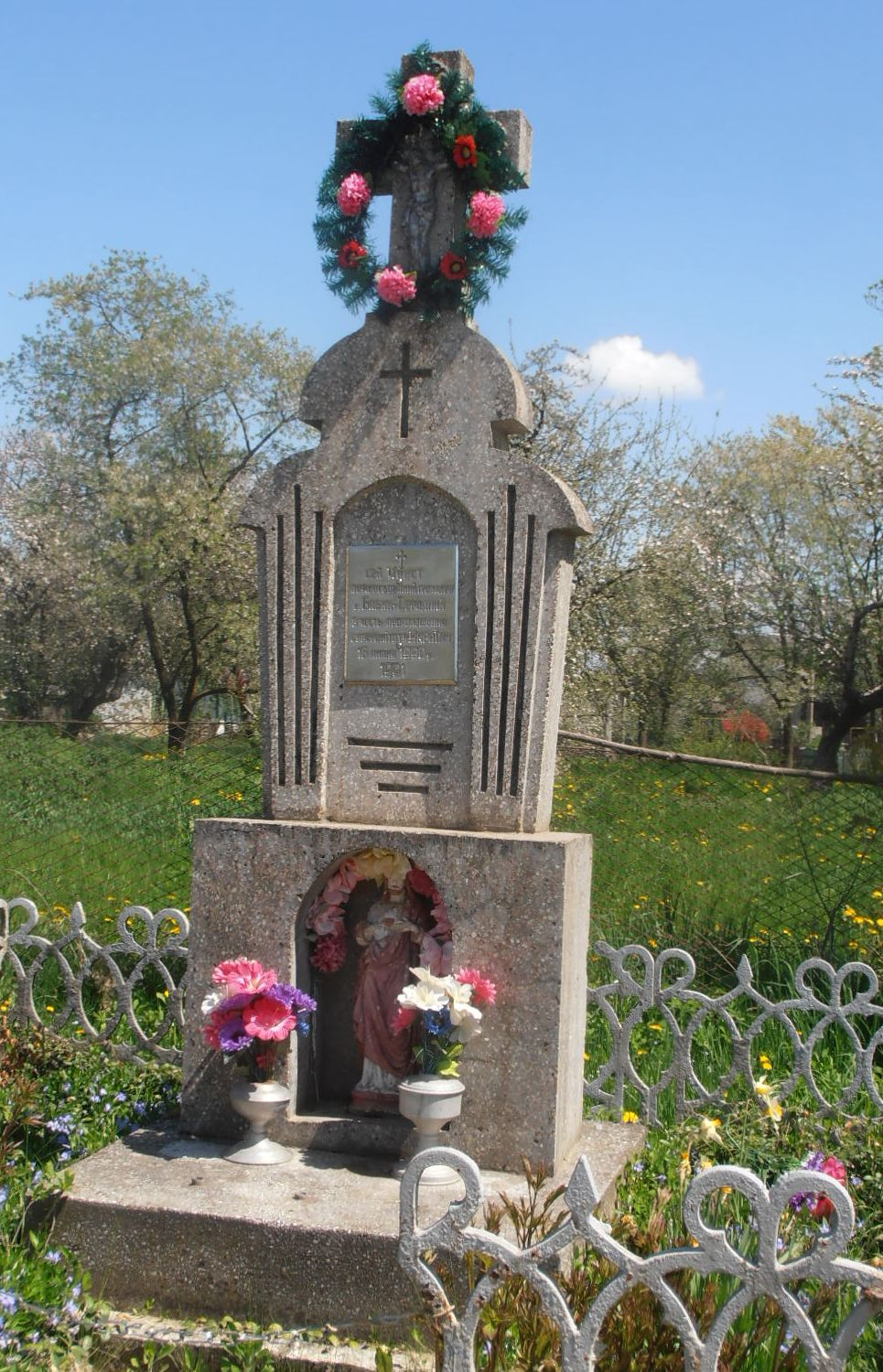
Хрест на знак проголошення Декларації про державний суверенітет України

## Вулиці
У селі є вулиці:
- Войнилівська
- Галана
- Галицька
- Івана Франка
- Лесі Українки
- Незалежності
- Садова
- Степана Бандери
- Тараса Шевченка

## Відомі люди

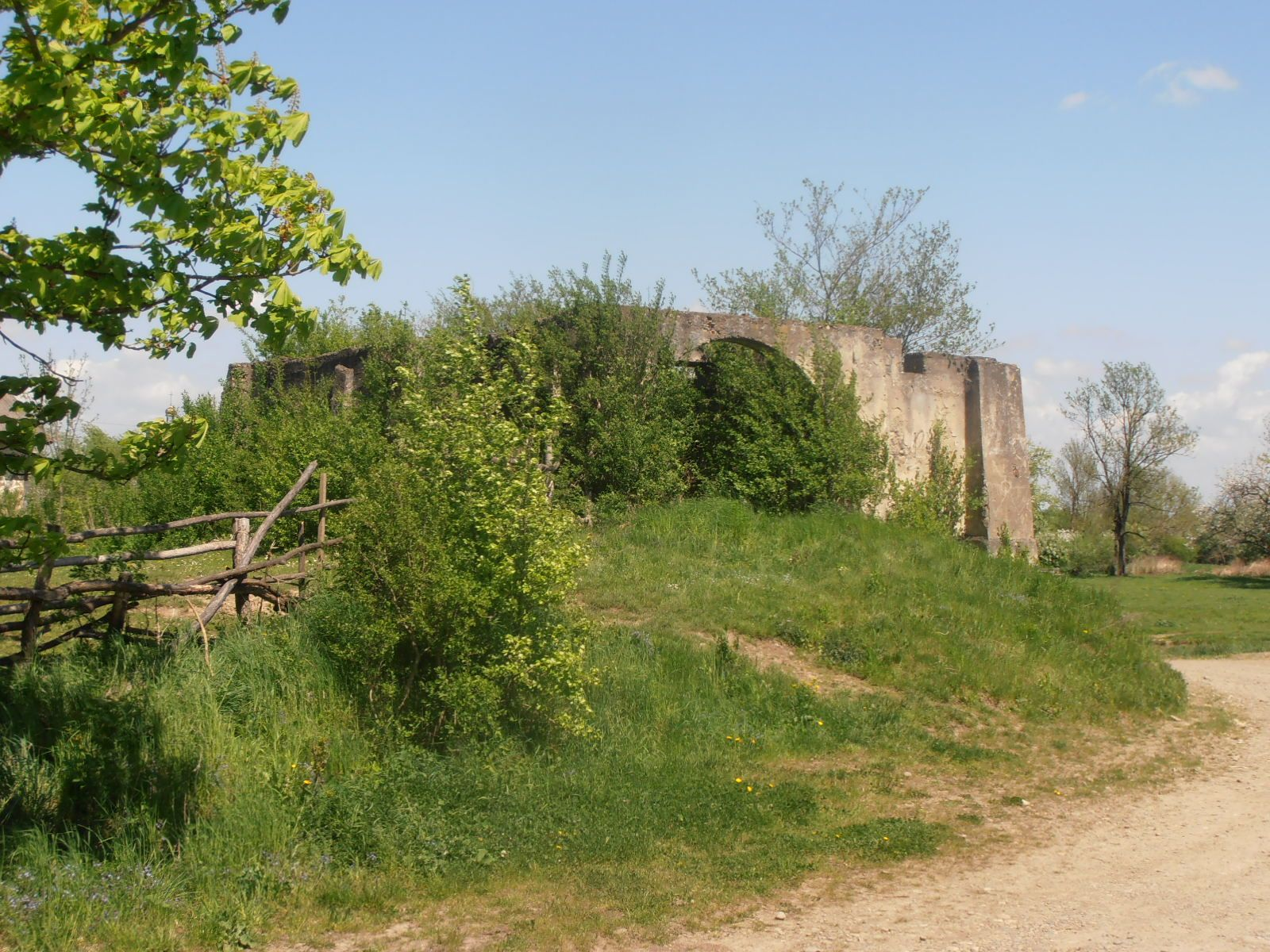
Руїни костелу

- Бєляєв Іван Анатолійович (1974—2016) — водій-механік БМП у складі 72 окремої гвардійської механізованої бригади, загинув у бою з московськими загарбниками[18][19][20].
- Розвадовський Тадеуш — один з генералів польського окупаційного війська у війні проти ЗУНР